# Stelio Montironi
Stelio Montironi war ein Politiker aus San Marino, der unter anderem drei Mal (1958, 1963, 1969) Capitano Reggente war.

## Leben
Stelio Montironi war gemeinsam mit Zaccaria Giovanni Savoretti vom 1. April bis zum 1. Oktober 1958 erstmals Capitano Reggente und damit einer der beiden kollegial amtierenden gleichberechtigten Staatsoberhäupter von San Marino. Er wurde am 13. September 1959 für die Unabhängige Demokratische Sozialistische Partei PSDIS (Partito Socialista Democratico Indipendente Sammarinese) erstmals Mitglied des Großen und Allgemeinen Rates (Consiglio Grande e Generale) und gehörte diesem in der 16., 17., 18. und der 19. Legislaturperiode bis zum 28. Mai 1978 an.
Im zwölften Kabinett bekleidete er vom 29. September 1959 bis zu seiner Ablösung durch Pio Domenico Galassi am 12. Dezember 1961 zunächst das Amt des Gesundheitsministers (Deputato per l’Igiene e la Sanità) und war im Anschluss als Nachfolger von Pietro Reffi zwischen dem 12. Dezember 1961 und dem 29. Oktober 1964 Kommunikationsminister (Deputato per le Communicazioni) war. Zusammen mit Leonida Suzzi Valli bekleidete er vom 1. April bis zum 1. Oktober 1963 zum zweiten Mal das Amt des Capitano Reggente.
Das Amt des Kommunikationsministers übernahm er vom 29. Oktober 1964 bis zum 9. November 1966 auch im darauf folgenden 13. Kabinett und war daraufhin im 14. Kabinett zwischen dem 9. November 1966 und dem 6. November 1969 Landwirtschaftsminister (Deputato per l’Agricultura), ehe er vom 17. Februar 1971 bis zum 27. März 1973 als Nachfolger von Eusebio Reffi im 15. Kabinett den Posten als Minister für Soziale Sicherheit, Hygiene, Gesundheit und Wohlfahrt (Deputato per la Sicurezza Sociale, l’Igiene e la Sanità e la Previdenza) übernahm. Während dieser Zeit fungierte er außerdem vom 1. April bis zum 1. Oktober 1969 gemeinsam mit Ferruccio Piva zum dritten Mal als Capitano Reggente.

## Hintergrundliteratur
- Friedrich Kochwasser: San Marino. Die älteste und kleinste Republik der Welt, Erdmann, Herrenalb im Schwarzwald 1961
- Fabio Foresti: Quella nostra sancta libertà. Lingue, storia e società nella Repubblica di San Marino, Biblioteca e ricerca, Quaderni della Segretaria di Stato per la Pubblica Istruzione, Affari Sociali, Istituti Culturali e Giustizia 6. Aiep, San Marino 1998, ISBN 88-86051-66-2
- Domenico Gasperoni: I Governi di San Marino. Storia e personaggi, AIEP Editore, Serravalle 2015, ISBN 978-88-6086-118-4